# Josef Kohlmaier
Josef Kohlmaier (* 3. Juli 1921 in Ginsweiler; † 3. August 1995 in Limburg an der Lahn) (ursprünglich Joseph Kohlmaier) war ein deutscher Beamter, Politiker (Mitglied der CDU), Bürgermeister und Ehrenbürger der Stadt Limburg an der Lahn (Hessen) sowie Träger des Bundesverdienstkreuzes 1. Klasse (1985) und zahlreicher weiterer Auszeichnungen.
Nach dem Besuch des Gymnasiums, Wehrdienst und Gefangenschaft, begann Kohlmaier im Jahr 1945 eine Verwaltungskarriere im hessischen Staatsdienst. Im Jahr 1953 wurde er Regierungsinspektor und später zum Amtmann befördert.
Kohlmaier wurde im Jahr 1965 mit den Stimmen von SPD und FDP zum Limburger Bürgermeister gewählt. 1970, 1974 und 1980 wurde er von der Stadtverordnetenversammlung im Amt bestätigt. 1973 wurde er Mitglied der CDU.
Zu den Leistungen seiner Amtszeit gehörten die Neuordnung der Innenstadt, der Schulbau, eine zukunftsweisende Industrieansiedlung, das Schiedeprojekt, die Altstadtsanierung, der Bau der Stadthalle, die seit 1996 nach ihm benannt ist, und die Neugestaltung des Bahnhofsvorplatzes. Auch initiierte der Bürgermeister die Kultur-Veranstaltungsreihe „Limburger Sommertreff“.
Anlässlich seines Ausscheidens aus dem Amt wurde Josef Kohlmaier zum Ehrenbürger der Stadt Limburg ernannt. Er starb im August 1995 in Limburg und wurde auf dem Hauptfriedhof beigesetzt.